# 이승연 (1889년)
이승연(李承淵, 1889년 4월 12일 ~ 1956년 7월 26일)은 대한제국 독립운동가이다.

## 생애

### 일생
경상도 안동(安東)에서 출생하였으며 아호(雅號)는 계곡(桂谷)인 그는 1919년 3월 21일 경상북도 안동군 임동면 중평동리(臨東面 中坪洞里) 소재 편항(鞭巷) 시장에서 벌어진 대한 독립 만세 운동에 참가하였다. 참고로 이곳의 대한 독립 만세 운동은 1919년 3월 15일 유연성(柳淵成)·유동수(柳東洙) 등이 주도가 되어 편항 장터 동편에 있는 타작장에 모여 대한 독립 만세 운동 거사에 대해 의논하면서 추진되었다. 그들은 편항 장날인 1919년 3월 21일을 거사일로 정하고 사전 채비 등을 해 나갔다. 1919년 3월 21일 오후 2시경, 편항 장터에 모인 1천여 명의 만세 시위 군중이 대한 독립 만세를 외치며 행진을 시작하였다. 그러자 결국 이 때 이 곳 주재소에서 경찰 2명이 나와 주도자인 유연성과 배태근(裵太根) 등을 체포하려고 하자, 이승연은 시위군중과 함께 이를 저지하였다. 대한 독립 만세 시위 군중들은 결국 편항 주재소로 달려가 대한 독립 만세를 고창하며 시위를 계속하자, 사태의 심각성을 느낀 일경 우라타(內田)가 공포를 발사하였다. 이에 분노한 그와 대한 독립 만세 시위 군중들은 주재소의 유리창·책상·의자 등과 서류를 파기하였다. 또 일본 경찰로부터 빼앗은 대검과 장총·칼·탄환·제복 등을 가지고 나와 우물에 버렸다. 그날 오후 5시경, 면사무소를 습격하여 건물과 문서 등을 파기하였으며, 자정쯤에는 파괴한 주재소의 판자 등을 주워다 모닥불을 피워가며 이튿날 새벽 3시까지 독립만세시위를 계속하다가 자진 해산하였다. 결국 그는 이 일로 인하여 체포되어 1919년 5월 31일을 기하여 경상북도 대구지방법원에서 소위 보안법으로 인하여 징역 2년형을 선고받고 옥고를 치렀으며 1921년에 만기출감하였다. 그 후 1945년 경상북도 안동 향리에서 8·15(광복)를 목도하였으며 1948년 2월부터 1948년 6월까지 한국독립당 당무위원 직위를 지냈다.

## 사후
대한민국 정부에서는 고인의 공훈을 기리고자 1996년 8월 15일을 기하여 건국훈장 애족장을 추서하였다.